# Årstabergsvägen

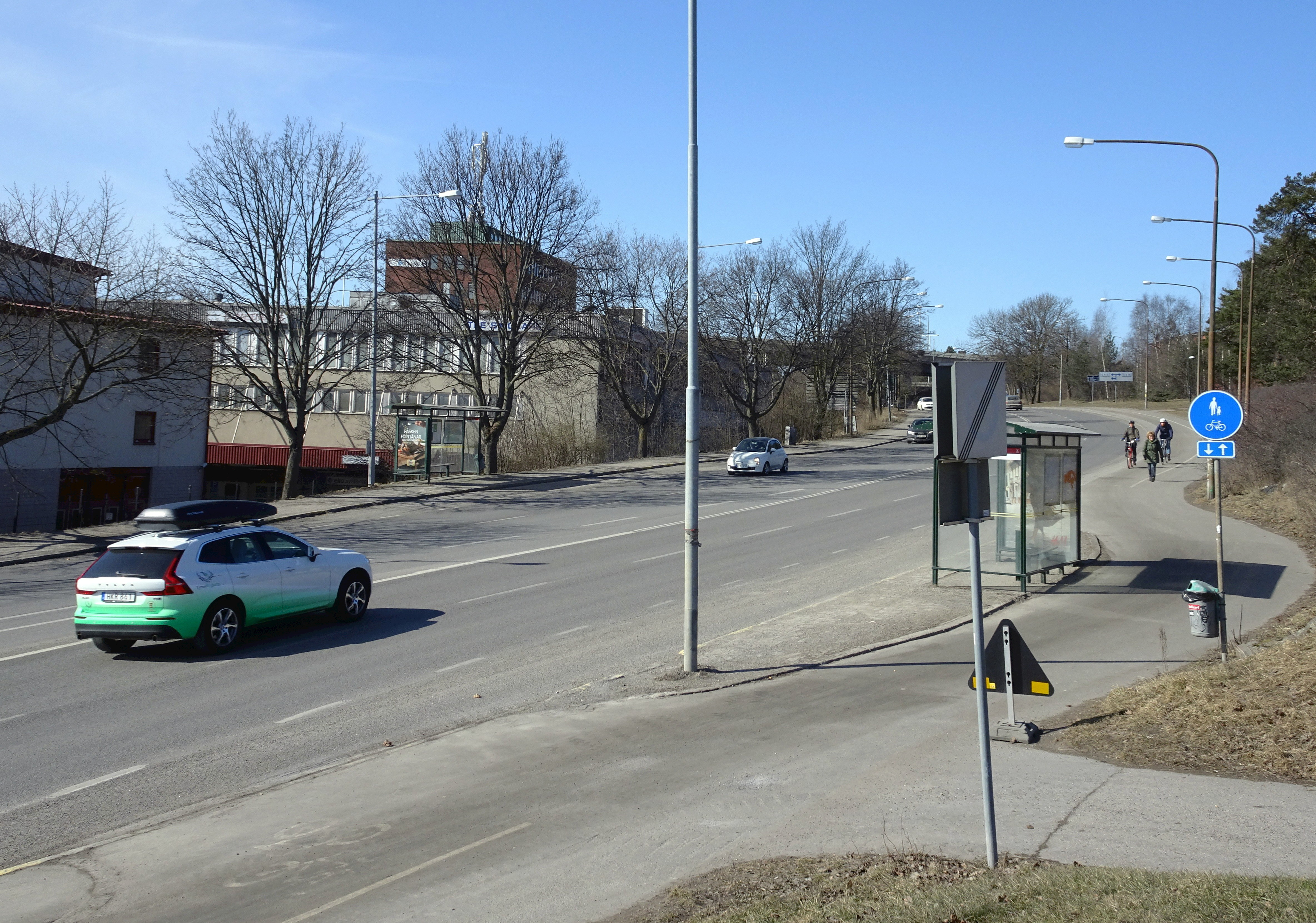
Årstabergsvägen västerut.

Årstabergsvägen är en gata i stadsdelarna Årsta, Liljeholmen och Västberga i Söderort inom Stockholms kommun. 
Gatan sträcker sig från Södertäljevägen i väst till Åmänningevägen och en korsning med Åbyvägen, Årstalänken samt infart till Hammarbytunneln och utfart från Årstatunneln i öst. Buss 160 trafikerar en del av gatan när den färdas till eller från Liljeholmen samt trafikerar buss 145 och buss 134 en del av gatan. Gatan har en hållplats vid namn Sjöviksbacken. Gatan namngavs 1974.